# Titularbistum Midica
Midica ist ein Titularbistum der römisch-katholischen Kirche.
Es geht zurück auf ein ehemaliges Bistum in der gleichnamigen antike Stadt in der römischen Provinz Byzacena bzw. Africa proconsularis in der Sahelregion von Tunesien.
| Titularbischöfe von Midica |                           |                                                                     |                  |                 |
| Nr.                        | Name                      | Amt                                                                 | von              | bis             |
| 1                          | Bolesław Pylak            | Weihbischof in Lublin (Polen)                                       | 14. Mai 1966     | 27. Juni 1975   |
| 2                          | Zygmunt Kamiński          | Weihbischof in Lublin (Polen)                                       | 28. Oktober 1975 | 10. Januar 1984 |
| 3                          | Leonard William Kenney CP | Weihbischof in Stockholm (Schweden) und Birmingham (Großbritannien) | 13. Mai 1987     |                 |